# Midwolda
Midwolda ist ein Dorf in der niederländischen Provinz Groningen. Es liegt etwa sieben Kilometer nordwestlich von Winschoten am Nordrand des Oldambtmeers in der Gemeinde Oldambt. Midwolda war bis 1990 eine eigenständige Gemeinde und wurde dann mit Scheemda zusammengelegt. Am 1. Januar 2010 wurde Scheemda mit den Gemeinden Reiderland und Winschoten zur Großgemeinde Oldambt zusammengeschlossen, zu der Midwolda seither gehört. Midwolda hat mehr als 2000 Einwohner.

## Geschichte
Das 1259 wahrscheinlich durch den Auszug der Nonnen aus dem als Doppelkloster bestehenden Benediktinerkloster Menterna (Menterwolde; siehe Kloster Termunten) hervorgegangene Zisterzienserinnenkloster Midwolde wurde 1299 durch eine Sturmflut zerstört. Das ursprüngliche Dorf lage wohl mehr als anderthalb Kilometer von der Ennemaborg entfernt. Im 16. Jahrhundert wurde das es an die heutige Stelle verlegt.

## Sehenswürdigkeiten

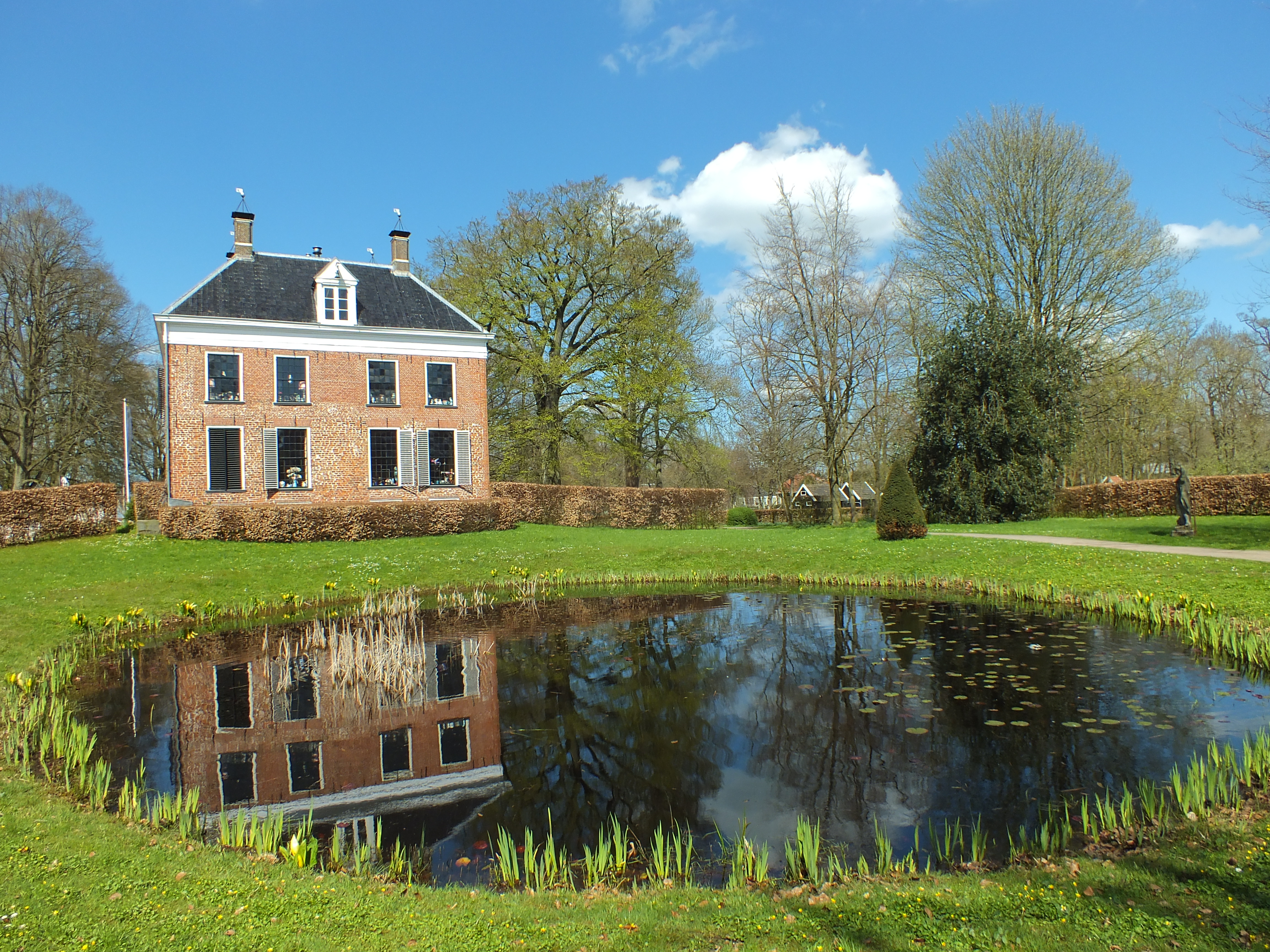
Die Ennemaborg in Midwolda

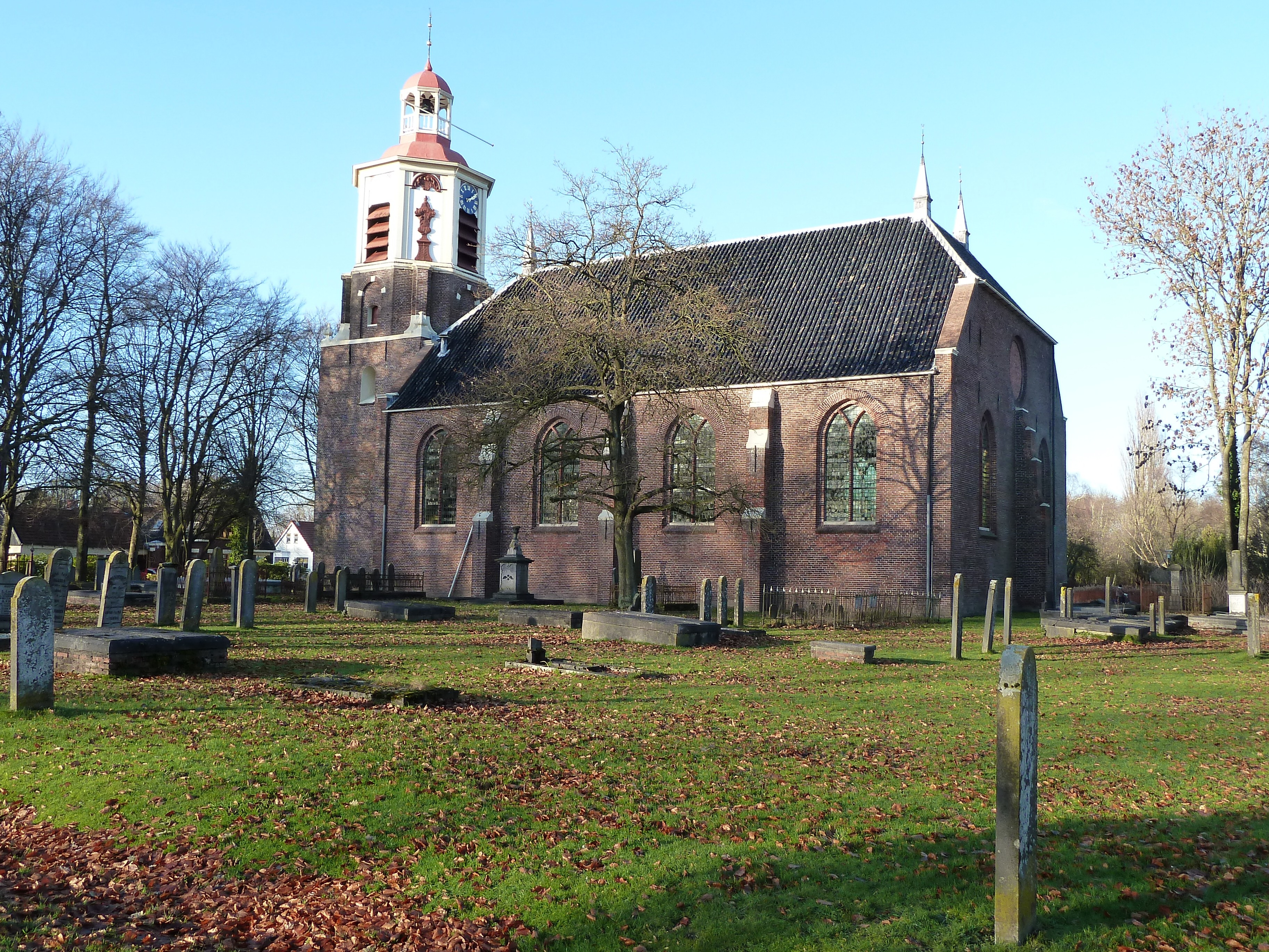
Die Kirche von Midwolda

Die Kirche von Midwolda wurde 1738 errichtet. Der Glockenturm wurde 1708 erbaut. Die Orgel wurde 1772 eingebaut. Im Altarraum sind alte Grabsteine von Ministern, Würdenträgern und Prälaten erhalten. Der älteste stammt aus dem Jahr 1625.
Die Ennemaborg war ursprünglich ein geschlossenes Steinhaus, das gegen Ende des 13. Jahrhunderts oder im 14. Jahrhundert errichtet wurde. Die Künstlerin Maya Wildevuur wohnt und arbeitet in der Burg.

## Persönlichkeiten
- Wilhelmus Schortinghuis (1700–1750), niederländischer reformierter Theologe und überregional bedeutender Pietist, lebte von 1734 bis zu seinem Tod in Midwolda.
- Bouke Beumer (1934–2022), niederländischer Politiker (ARP, später CDA), war von 1966 bis 1975 Bürgermeister von Midwolda und von 1968 bis 1971 kommissarischer Bürgermeister von Scheemda.
- Imca Marina (* 1941), niederländische Schlagersängerin und Schriftstellerin, lebt in Midwolda